# Dictyocephalos attenuatus
Dictyocephalos là một chi nấm trong họ Phelloriniaceae. Đây là chi đơn loài, and chứa một loài Dictyocephalos attenuatus, được nhà thực vật học người Mỹ Lucien Marcus Underwood miêu tả năm 1901 (as D. curvatus).